# Oeversee
Oeversee (tiếng Đan Mạch: Oversø) là một đô thị thuộc huyện Schleswig-Flensburg, bang Schleswig-Holstein, Đức. 